# John Holloway (sociologo)
John Holloway (Dublino, 1947) è un sociologo, filosofo, giurista, saggista ed accademico irlandese, di orientamento marxista operaista, i cui lavori sono strettamente associati al movimento neo-zapatista in Messico, dove risiede stabilmente dal 1991.
È stato anche preso quale punto di riferimento da alcuni degli intellettuali legati ai piqueteros argentini, dal movimento sudafricano Abahlali baseMjondolo e dal Movimento new-global in Europa e Nord America.

## Biografia
Nato a Dublino, in Irlanda, ha ottenuto un dottorato in Scienze Politiche presso l'Università di Edimburgo. Attualmente è docente di sociologia presso l'Istituto per le Scienze Umane e Sociali dell'Università Autonoma di Puebla.
Il suo libro del 2002, Cambiare il mondo senza prendere il potere, è stato oggetto di accesi dibattiti nei disparati circoli marxisti, anarchici e, più in generale, anti-capitalisti, suscitando persino l'interesse di pensatori socialisti come Tariq Ali e Slavoj Žižek: vi si sostiene che la possibilità di rivoluzione risieda non nella presa di possesso degli apparati di stato, ma in atti quotidiani di rifiuto sdegnato della società capitalista – il cosiddetto contropotere, o 'l'urlo' come più volte lo definisce Holloway. È considerato un deciso autonomista tanto dai suoi sostenitori quanto dai suoi critici, ed i suoi lavori sono spesso comparati e contrapposti a quelli di figure del calibro di Toni Negri.
È fratello del politologo ed accademico David Holloway, e cugino di primo grado della attivista politica canadese Kate Holloway e della showgirl canadese Maureen Holloway.

## Opere

### Libri in inglese
- State and Capital: A Marxist Debate (1978), ISBN 0-7131-5987-1, ed. with Sol Piccioto
- Social Policy Harmonisation in the European Community (1981), ISBN 0-566-00196-9
- Post-Fordism and Social Form: A Marxist Debate on the Post-Fordist State (1991), ISBN 0-333-54393-9, ed. with Werner Bonefeld
- Global Capital, National State, and the Politics of Money (1995), ISBN 0-312-12466-X, ed. with Werner Bonefeld
- Zapatista!: Reinventing Revolution in Mexico (1998), ISBN 0-7453-1178-4, ed. with Eloína Peláez
- Change the World Without Taking Power (2002), ISBN 0-7453-1864-9
- Crack Capitalism (2010) ISBN 9780745330082

### Libri in spagnolo
- Negatividad y Revolución: Theodor W. Adorno y la Política (2007), ISBN 978-987-22929-2-8 ed. with Fernando Matamoros & Sergio Tischler

### Libri in italiano
- Che fine ha fatto la lotta di classe? (2003), ISBN 8872854857
- Cambiare il mondo senza prendere il potere. Il significato della rivoluzione oggi (2004), ISBN 8874210388
- Crack Capitalism (2012) Derive Approdi editore